# Rivière Sisime des Aigles
Pour les articles homonymes, voir Aigle (homonymie).
La rivière Sisime des Aigles est affluent du lac des Aigles. Elle coule dans la région administrative du Bas-Saint-Laurent, au sud de la péninsule gaspésienne, au Québec, au Canada. Cette rivière traverse les municipalités régionales de comté (MRC) de :
- Les Basques : municipalités de Saint-Jean-de-Dieu et de Sainte-Rita, Saint-Guy ;
- Témiscouata :  municipalités de Lac-des-Aigles et de Saint-Michel-du-Squatec.

Le cours de la rivière est situé entièrement en zone forestière.
Le bassin versant de la rivière Sisime des Aigles est accessible par le chemin du 1re et 2e rang Est qui devient le chemin du nord-du-Lac du côté nord de la rivière.

## Géographie
La rivière Sisime des Aigles prend sa source à l'embouchure du Lac Saint-Jean (longueur : 4,8 km ; altitude : 198 m), dans les monts Notre-Dame. Ce lac de tête est situé en zone forestière. Sa rive nord-est constitue la limite de la municipalité de Saint-Jean-de-Dieu et de Sainte-Rita. Ce lac reçoit notamment les eaux du ruisseau Noir (venant du sud-ouest) et drainant la zone Nord-Est du village de Sainte-Rita. La ligne de partage des eaux qui est située au nord du lac comporte un versant Nord relié à la rivière Boisbouscache.
L’embouchure du Lac Saint-Jean est situé à :
- 0,5 km au sud-ouest de la limite de la limite de la municipalité de Saint-Guy ;
- 8,0 km au sud-ouest de la limite de la limite de la réserve faunique Duchénier ;
- 6,7 km à l’ouest du centre du village du Lac-des-Aigles ;
- 7,4 km au nord-ouest de la confluence de la rivière Sisime des Aigles ;
- 12,2 km au nord-ouest du centre du village de Saint-Michel-du-Squatec.

La rivière Sisime des Aigles coule sur environ 11 km répartis selon les segments suivants :
- 0,6 km vers l’est en formant la limite entre les municipalités de Saint-Jean-de-Dieu et de Sainte-Rita, jusqu’à la confluence d’un ruisseau (venant du nord-ouest) ;
- 0,4 km vers le sud-est, en recueillant les eaux du ruisseau Damien (venant du sud-ouest), jusqu’à la limite de la municipalité de Saint-Guy ;
- 6,2 km vers l’est, jusqu'à la limite de la municipalité de Lac-des-Aigles ;
- 0,6 km vers le sud-est, jusqu'au ruisseau de la Sauvagesse (venant du sud-ouest ;
- 0,4 km vers le sud, jusqu’à la limite de la municipalité de Saint-Michel-du-Squatec ;
- 1,2 km vers le sud-est, jusqu’à la limite de la municipalité de Lac-des-Aigles ;
- 2,0 km vers le sud-est, jusqu’à la confluence de la rivière[3].

La rivière Sisime des Aigles se déverse sur la rive nord-ouest du Lac des Aigles lequel est traversé par la rivière des Aigles (rivière Touladi) dans la municipalité de Lac-des-Aigles. Cette confluence est située à :
- 1,5 km au nord de l’embouchure du lac des Aigles ;
- 6,0 km au sud-ouest du centre du village de Lac-des-Aigles ;
- 7,5 km au nord du centre du village de Saint-Michel-du-Squatec.
- 31,9 km au nord de la confluence de la rivière Touladi.

Le Lac des Aigles se déverse par le sud dans la rivière des Aigles laquelle coule vers le sud pour rejoindre la rivière Touladi. Cette dernière coule à son tour vers le sud pour aller se déverser sur la rive est du Lac Témiscouata. Ce dernier se décharge dans la rivière Madawaska qui est un affluent du Fleuve Saint-Jean, au Nouveau-Brunswick.

## Toponymie
Le toponyme « Rivière Sisime des Aigles » a été officialisé le 18 décembre 1986 à la Commission de toponymie du Québec.